# اماگر وست
اماگر وست (دانمارکی: Amager Vest) یک منطقهٔ مسکونی در دانمارک است که در کپنهاگ واقع شده‌است.